# Spondylometaphysäre Dysplasie
Die Spondylometaphysäre Dysplasie (SMD) bezeichnet eine Gruppe von vererbbaren Störungen der Wirbelkörperentwicklung  („spondylo“) und der Röhrenknochen an den Metaphysen.
Die Erkrankungen werden im 2. Lebensjahr durch Wachstumsstörung und Gangveränderungen auffällig.
Die Häufigkeit wird mit etwa 1 zu 100.000 angegeben.
Gemeinsame Kennzeichen sind generalisierte Platyspondylie und Veränderungen der Metaphysen hauptsächlich an Hüft- und Kniegelenk.
Folgende Formen werden zumeist aufgrund der Lokalisation und des Schweregrades der knöchernen Veränderungen unterschieden:
- SMD Typ Kozlowski, autosomal-dominant vererbt, häufigste Form[2]

- SMD Typ Sutcliffe, autosomal-dominant vererbt, mit schwerer Coxa vara[3]

- SMD Typ Schmidt oder algerischer Typ, autosomal-dominant vererbt, mit schwerem Genu valgum[4]

- SMD mit kurzer Ulna, autosomal-dominant vererbt[5]

- SMD Typ Sedaghatian, autosomal-rezessiv vererbt[6]
- SMD Typ Mégarbané, autosomal-rezessiv vererbt[7]
- SMD mit enchondromatösen Veränderungen  oder Spondyloenchondrale Dysplasie, autosomal-rezessiv vererbt, mit enchondromatösen Veränderungen[8]
- SMD mit Zapfen-Stäbchendystrophie, autosomal-rezessiv vererbt[9]

Die vormals Spondylometaphysäre Dysplasie mit kombiniertem Immundefekt bezeichnete Erkrankung heißt jetzt Spondyloenchondrale Dysplasie.